# Melon (U2)
Melon (of: Melon: Remixes for Propaganda) is een compilatie-album van de Ierse band U2.
Het album bevat remixes van nummers van de band. De remixes van het album waren voorheen al te horen op diverse singles. De naam van het album is een anagram van het nummer Lemon, wat twee keer op dit album staat. Het album was exclusief voor leden van de fanclub van U2 en werd uitgebracht in 1995.

## Tracklist
1. "Lemon" (The Perfecto mix) – 8:57
2. "Salomé" (Zooromancer remix) – 8:02
3. "Numb" (Gimme Some More Dignity mix) – 8:47
4. "Mysterious Ways" (The Perfecto mix) – 7:07
5. "Stay" (Underdog mix) – 6:45
6. "Numb" (The Soul Assassins mix) – 3:58
7. "Mysterious Ways" (Remixed by Massive Attack) – 4:50
8. "Even Better Than the Real Thing" (The Perfecto mix mix) – 6:39
9. "Lemon" (Bad Yard Club mix) – 8:36

## Bootlegs
Van het album zijn vele bootlegs uitgebracht, allemaal met de naam van een fruitsoort, daarom worden de bootlegs van dit album ook wel Fruitlegs of Fruitboots genoemd. Voor zover bekend zijn er meer dan 30 verschillende bootlegs.
Bono · The Edge · Adam Clayton · Larry Mullen jr.